# Jasminpandorea
Jasminpandorea (Pandorea jasminoides) är en klättrande buske som tillhör familjen katalpaväxter. Den växer vilt i Queensland i Australien.

## Synonymer
Pandorea jasminoides var. alba Rehder
Tecoma jasminoides Lindley nom. illeg., basionym